# Сечкін Оздемір
Сечкін Оздемір (тур. Seçkin Özdemir, *25 вересня 1981, Стамбул) — турецький актор та ведучий. Знявся зокрема в серіалах «Червона косинка», "Кохання напрокат" і «Величне століття. Роксолана», де зіграв роль Левка, колишнього коханого Анастасії.

## Біографія
Народився в Стамбулі. Після закінчення початкової і середньої школи в Стамбулі вступив до коледжу. Потім закінчив факультет економіки в університеті Коджаелі. 
У 2002 році він почав свою кар'єру з радіо-шоу «Brainstorm». Програма зумовила великий інтерес в Коджаелі (Туреччина) і тривала до 2004 року.
У 2006 році найбільший молодіжний клуб Туреччини Gnctrkcll запросив його на роботу як ді-джея та провадника.
Сєчкін Оздемір знявся в рекламних роликах Binboa Vodka, «Coca-Cola», а в 2008 році рекламує серію квадроциклів «Wild Rose».